# Chrysopidia elegans
Espèce
Synonymes
Chrysopidia (Anachrysa) elegans Hölzel, 1973
Chrysopidia elegans est une espèce d'insectes de l'ordre de névroptères, de la famille des Chrysopidae, de la sous-famille des Chrysopinae et de la tribu des Chrysopini. Elle est trouvée dans la Région autonome du Tibet (Xizang) en Chine et au Népal.